# Samuel Hugo Bergmann
Samuel Hugo Bergmann (hebrejsky שמואל הוגו ברגמן‎, případně Hugo Bergman, 25. prosince 1883, Praha – 18. června 1975, Jeruzalém) byl česko-německo-izraelský židovský filosof, člen Pražského kruhu spisovatelů, zakladatel a ředitel Židovské národní a univerzitní knihovny a první rektor Hebrejské univerzity v Jeruzalémě.

## Biografie
Narodil se v Praze, v tehdejší rakousko-uherské monarchii a studoval filosofii v Praze a Berlíně. Během svých pražských studií vstoupil do vysokoškolského sionistického spolku Bar Kochba, jehož se stal postupně vůdčím členem. Začal psát články o sionismu, které vydával v pražském německy psaném sionistickém tisku a publikoval několik filosofických děl. V té době se rovněž seznámil s Martinem Buberem, který na něj měl velký vliv.
V letech 1907 až 1919 byl knihovníkem v knihovně Univerzity Karlovy (výjimku tvořila první světová válka, kdy narukoval do rakouské armády). Samuel byl častým hostem kulturního salonu Berty Fantové, manželky věhlasného pražského lékárníka Maxe Fanty, v domě U Kamenného beránka na Staroměstském náměstí. Zde se seznámil s jejich dcerou Elzou, s níž se roku 1908 oženil. V roce 1919 zastupoval československé Židy ve Výboru židovských delegací na Pařížské mírové konferenci.

### V Palestině

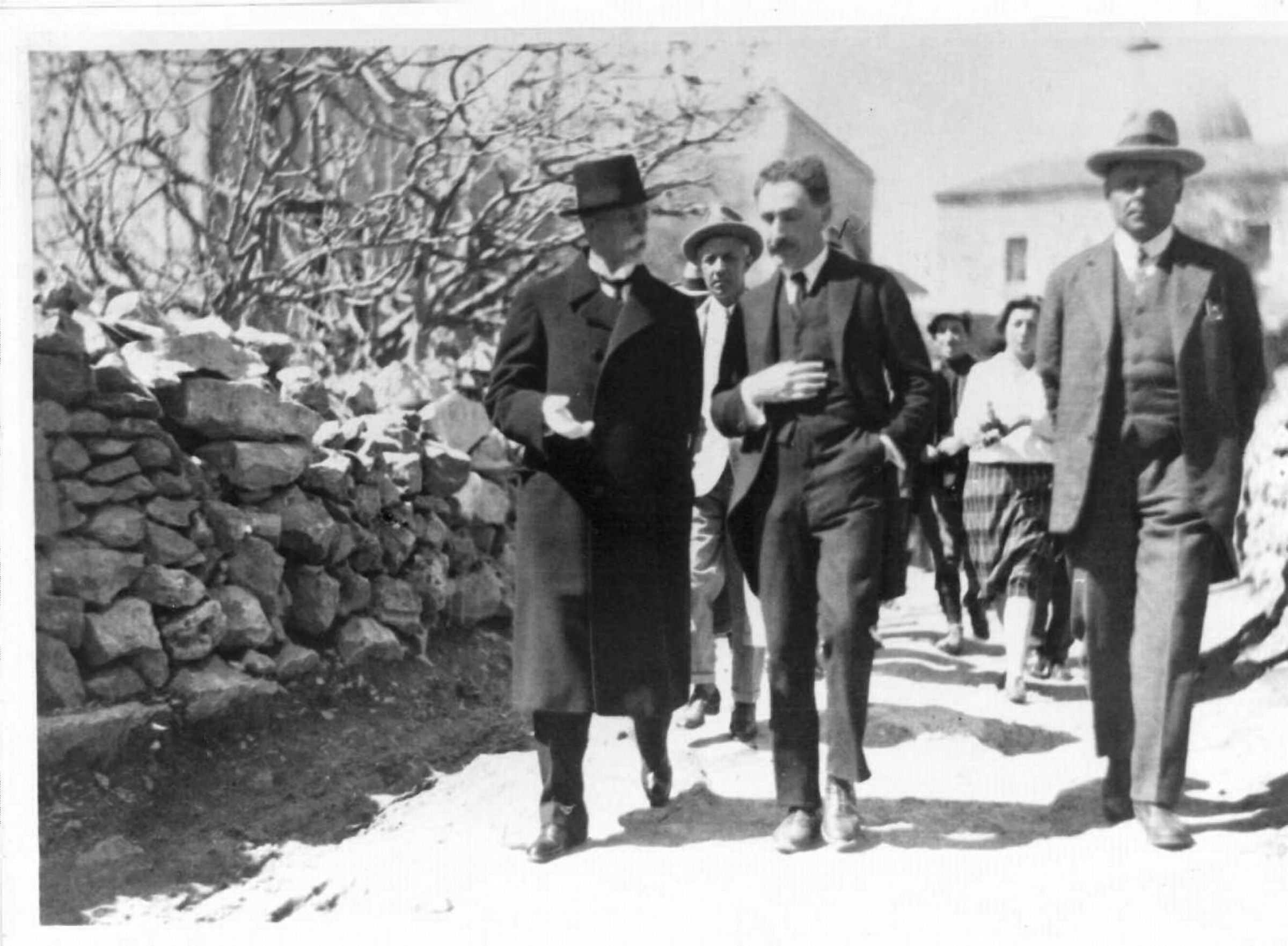
Bergmann (uprostřed) s prezidentem Tomášem G. Masarykem (vlevo) v Jeruzalémě, 1927

V roce 1920 s manželkou Elsou odcestoval do britské mandátní Palestiny, kde se stal zakladatelem a prvním ředitelem Národní a univerzitní knihovny (1920–1938). V roce 1928 začal přednášet filosofii na Hebrejské univerzitě v Jeruzalémě, kde se roku 1935 stal profesorem. V letech 1935 až 1938 pak působil jako první rektor univerzity.
Součástí jeho činnosti bylo i aktivní úsilí o sblížení Židů a Arabů. Společně s Martinem Buberem a dalšími osobnostmi založil hnutí Brit šalom, které podporovalo vznik dvounárodnostního státu, kde by Židé a Arabové žili v rovnosti.
V britské mandátní Palestině i posléze v Izraeli nadále publikoval a překládal významná díla do hebrejštiny (např. o Sociální trojčlennosti od Rudolfa Steinera). V hebrejštině psal třeba o Immanuelu Kantovi, Maimonidovi a myslitelích 20. století. Mezi jeho významná díla patří knihy Bůh a člověk v moderním myšlení a Víra a rozum: Úvod do moderního židovského myšlení.
Podílel se na vzniku Hebrejské encyklopedie a Encyclopaedie Judaica.

## Ocenění
- Bergmannovi byla celkem dvakrát udělena Izraelská cena:
  - v roce 1954 za humanitní vědy[6]
  - v roce 1974 za mimořádný přínos společnosti Státu Izrael[7].
- V roce 1967 mu byla udělena cena Jakir Jerušalajim (Worthy Citizen of Jerusalem).[8]

## Dílo
Mezi Bergmannovo dílo patří například:
- Das philosophische Werk Bernhard Bolsanos, 1909
- Bolzanos Beitrag zur philosophischen Grundlegung der Mathematik, 1909
- Das Unendliche und die Zahl, 1913
- Der Kampf um das Kausalgesetz in der jüngsten Physik, 1929
- Die Philosophie Immanuel Kants, 1927

## Dovětek

### Pramenné zdroje
Pár let před jeho úmrtím vyšla Bergmanova bibliografie (publikace a články), která čítá asi 2 400 článků. Jedná se převážně o hebrejsky psané texty, ale také o texty i v jiných jazycích: němčina, angličtina ale i čeština. (Bergmanovým mateřským jazykem byla sice němčina, ale hovořil též česky, anglicky, hebrejsky a francouzsky). Několik let po Bergmanově úmrtí vyšla v Německu kniha s Bergmanovou korespondencí a s jeho deníky. Kromě toto existuje Bergmanův archiv v Židovské národní a univerzitní knihovně v Jeruzalémě, kde je mimo jiné archivována jeho korespondence (asi 5 tisíc dopisů), dále jsou zde poznámky, přednášky jakož i novinové výstřižky. Další materiály jsou uloženy v archivu Hebrejské univerzity v Jeruzalémě (dopisy, protokoly z jednání z doby, kdy zde byl rektorem). Materiály týkající se jeho politických aktivit jsou pak uloženy v Ústředním sionistickém archivu (Central Zionist Archives) v Jeruzalémě. V archivu Památníku národního písemnictví v Praze se dochovaly také některé materiály – například Bergmanova korespondence s Arnem Laurinem (Arne Laurin (1889–1945) byl šéfredaktorem německy psaného levicového deníku Prager Presse) a s dalšími osobnostmi.

### Enrico Lucca
Doktor Enrico Lucca se narodil v roce 1983 v italském Commo a absolvoval studia filozofie, historie a literatury na Univerzitě v Miláně (magisterská práce o básníku Edmondu Jábesovi). Poté pobýval na Univerzitě v Chicagu a na Hebrejské univerzitě v Jeruzalémě (doktorandská práce na téma mesianismu a sekularismu v díle Geršoma Scholema). Od roku 2012 působil na Hebrejské univerzitě ve Franz Rosenzweig Minerva Research Center. V období let 2015 až 2017 vedl Enrico Lucca časopis Naharaim (tematika intelektuálních dějin německy mluvících Židů). V rozmezí let 2016 až 2017 se Enrico Lucca zabýval postdoktorandským výzkumem na téma Historické archivy Hebrejské univerzity: německo–židovské vědění a kulturní přenos (v období od roku 1918 až do roku 1948). Určitý čas přednášel na Milánské a Hebrejské univerzitě předměty s tematikou: italská literatura a němečtí židovští myslitelé. V současné době (rok 2018) se Enrico Lucca intenzivně věnuje práci na rozsáhle koncipované biografické (životopisné) knize o životě a díle Hugo Bergmana.